# Corigliano Calabro
Corigliano Calabro és un municipi italià, situat a la regió de Calàbria i a la província de Cosenza. L'any 2005 tenia 38.739 habitants. Limita amb els municipis d'Acri, Cassano allo Ionio, Longobucco, Rossano Calabro, San Cosmo Albanese, San Demetrio Corone, San Giorgio Albanese, Spezzano Albanese, Tarsia i Terranova da Sibari.

## Fills il·lustres
- Vincenzo Valente (1855-1921) compositor.

## Administració
| Període | Identitat           | Partit      |
| ------- | ------------------- | ----------- |
| 2006-   | Pasqualina Straface | Centredreta |